# إزرائيل كوغلر
إزرائيل كوغلر (بالإنجليزية: Israel Kugler)‏ هو عالم اجتماع ومؤرخ أمريكي، ولد في 13 يونيو 1917، وتوفي في 1 أكتوبر 2007 بسبب ذات الرئة.